# Carl Elsener senior

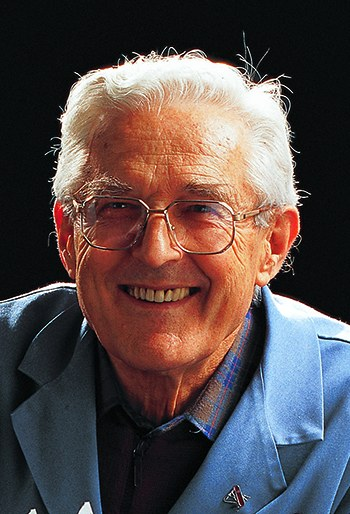
Carl Elsener, 2001

Carl Elsener senior (auch Charles Elsener oder Carl Elsener III, * 6. Juli 1922 in Ibach; † 1. Juni 2013 in Schwyz) war ein Schweizer Unternehmer, der von 1950 bis 2007 den Messerhersteller Victorinox AG leitete.

## Leben
Carl Elsener war der Enkel von Karl Elsener (1860–1918) und der Sohn von Carl Elsener (1886–1950). Karl Elsener hatte im Jahr 1884 in Ibach einen Betrieb zur Herstellung von Messern und chirurgischen Instrumenten eröffnet, aus dem sich die Messerfabrik Victorinox entwickelte.
Carl Elsener führte zunächst zusammen mit seinem Vater und seinem Bruder Eduard Elsener (* 1926) das Unternehmen. Nach dem Tod seines Vaters 1950 übernahm er die Unternehmensleitung. Das Schweizer Offiziersmesser (Swiss Army Knife) gilt als sein Werk.
Die Messerfabrik wurde unter der Leitung von Carl Elsener senior zum grössten Unternehmen im Kanton Schwyz. Im Jahr 1938 stieg Elsener in das Unternehmen ein, das damals 80 Mitarbeiter beschäftigte. Bei seinem Tod waren es weit über Tausend. Elsener wird als ein Chef beschrieben, der fast alle Maschinen im Betrieb noch selber bedienen konnte, im «Lismerli» oder im blauen Berufsmantel unterwegs war und mit dem Velo zur Fabrik fuhr. Er besass nie ein Auto. Noch einige Jahre vor seinem Tod fühlte er sich fit genug für eine 80-Stunden-Woche.
Im Oktober 2000 gründete Elsner zusammen mit seinem Bruder Eduard Elsener und seinem Sohn Carl Elsener junior als Nachfolgelösung die Victorinox-Stiftung, um den Fortbestand und das weitere Gedeihen des Unternehmens Victorinox zu sichern.
Nach Carl Elsener senior führt seit 2007 sein Sohn Carl Elsener junior (* 1958) das Unternehmen weiter.

## Auszeichnungen
- 2011: Aufnahme in die Cutlery Hall of Fame der Messer-Zeitschrift Blade.[5][6]